# 小田切潤
小田切 潤（おだぎり じゅん、1976年1月18日 - ）は、日本の実業家。船場代表取締役社長、オンワードホールディングス執行役員兼戦略企画室長、丸紅M&Aチームディレクターを歴任している。
実弟は経済産業省官僚の小田切未来。

## 人物・経歴
東京都出身。
1998年3月、立教大学社会学部卒業。同年4月、コスモ・コミュニケーションズ（現・博報堂グラビティ）に入社。
ラグジュアリーブランドおよびセレクトショップなどのブランド戦略立案や、広告・プロモーションなどのPR業務に従事。
その後、早稲田大学大学院経営管理研究科に入学し、相葉宏二に師事し経営戦略を専攻して修了。
2006年4月、丸紅に入社。同社では、消費財分野のM&Aや、ストラクチャード・ファイナンス、戦略コンサルティング業務などを担ったのち、ニューヨークのM&Aチームのディレクターに就き、同社の北中米セクターにおけるM&A業務に従事。
2021年10月、オンワードホールディングス執行役員兼戦略企画室長に就任。ウィゴーの買収、同社取締役を兼務。
2024年11月、株式会社船場副社長執行役員に就任。
2025年3月、同社代表取締役社長に就任。
一橋大学大学院国際企業研究科（MBA in Finance）、HEC Paris経営大学院卒、ハーバードビジネススクールGlobal Strategic Management Programを修了。